# Georges Rousseau
Georges Rousseau (Brugge, 11 mei 1901 - ) was een Belgisch kunstschilder die behoorde tot de zogenaamde Brugse School.

## Levensloop
Georges Rousseau was een zoon van kunstschilder Charles Rousseau. Hij volgde de lessen aan de Academie voor Schone Kunsten Brugge met als leraars Florimond Aerts, Emile Rommelaere en Flori Van Acker. Daarop trok hij nog voor twee jaar naar de kunstacademie van Brussel en voor drie jaar naar de kunstacademie van Antwerpen, bij Isidoor Opsomer.
Rousseau werd beoordeeld als een knap colorist, met veel stemming en gevoel in zijn schilderijen. Naast Brugse stadsgezichten was hij vooral de uitbeelder van de gerimpelde gezichten van Brugse vrouwtjes in hun traditionele klederdracht.